# Horodok, Lviv oblast
Horodok (ukrainska: Городок uttal (fil)) är en stad i Lviv oblast i Ukraina. Horodok ingår i Lviv rajon och ligger cirka 24 kilometer sydväst om Lviv, och folkmängden uppgick till 15 879 invånare i början av 2012.

## Historia
Till 1772 tillhörde orten Polen och kom sedan under österrikisk överhöghet som en del av Galizien. Efter första världskriget låg Horodok åter i Polen och efter andra världskriget hamnade orten i Ukrainska SSR, Sovjetunionen. I Ukraina sedan 1991.